# Meroglossa setifera
Meroglossa setifera är en biart som beskrevs av Houston 1975. Meroglossa setifera ingår i släktet Meroglossa och familjen korttungebin. Inga underarter finns listade i Catalogue of Life.